# Bandes de Forbes

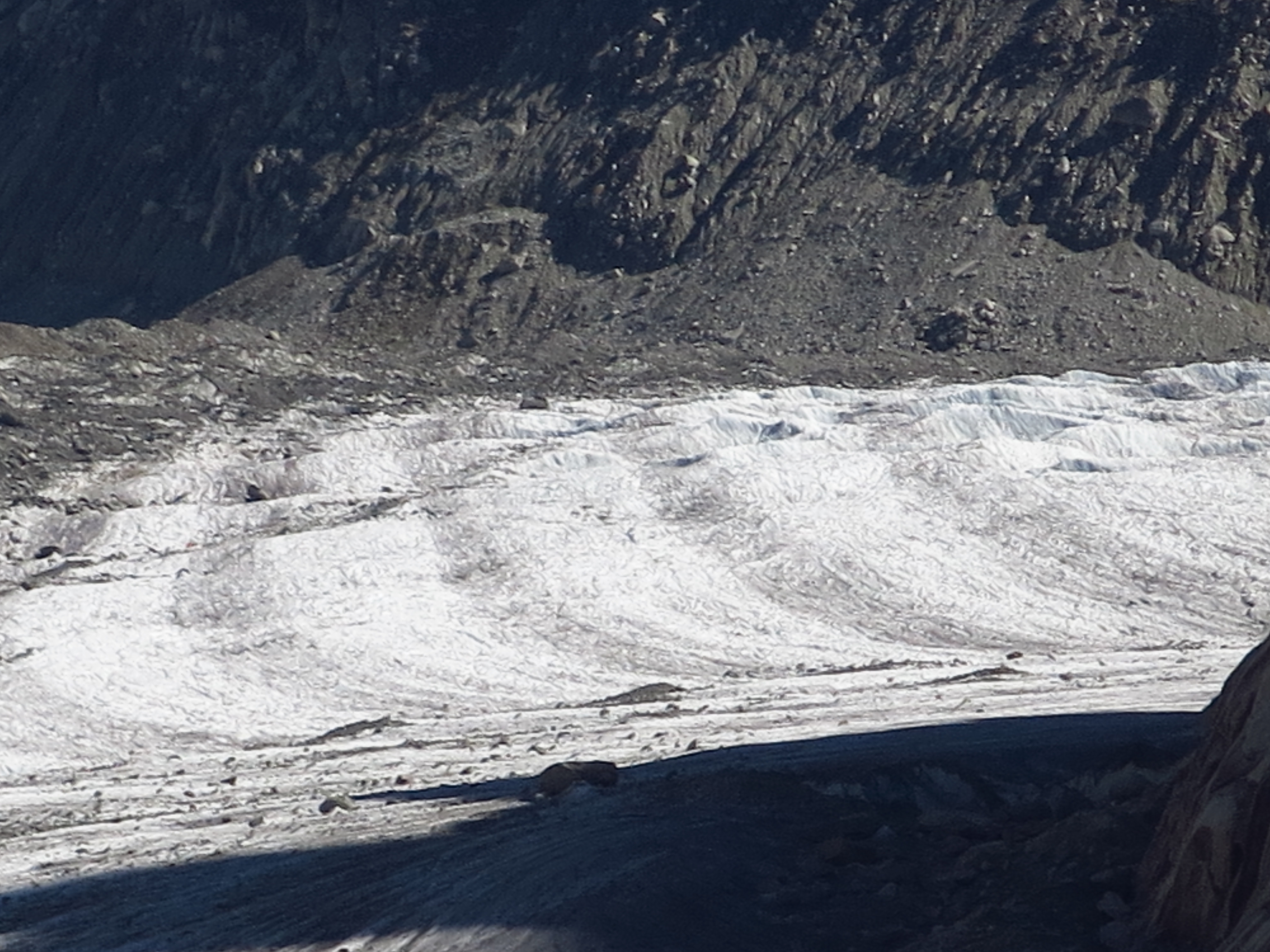
Bandes de Forbes sur la Mer de Glace.

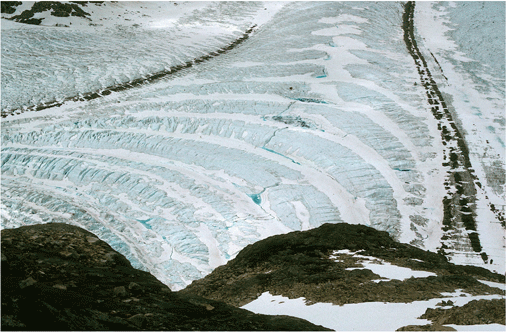
Bandes de Forbes sur le glacier de Vaughn Lewis en Alaska. Les creux remplis de neige sont nettement visibles.

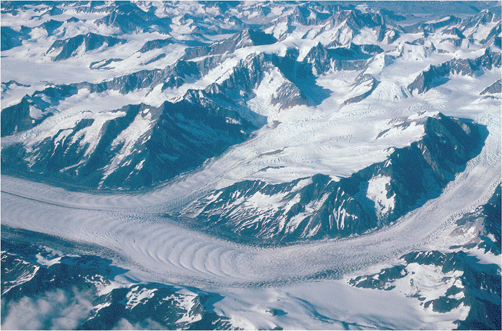
Bandes de Forbes sur le Sea Otter Glacier en Alaska.

Les bandes de Forbes sont une succession de crêtes et de creux qui apparaissent comme des bandes de glace sombres et claires perpendiculaires à la surface des glaciers. Ces vagues sont liées au mouvement saisonnier des glaciers. La largeur d'une bande sombre et d'une bande claire additionnées équivaut généralement au mouvement annuel du glacier. Ces bandes sont décrites pour la première fois sur la Mer de Glace par le naturaliste écossais James David Forbes au XIXe siècle.
Quand un glacier passe sur une rupture de pente, il se forme une chute de séracs. La variation de la pente entraîne la formation de nombreuses crevasses qui augmentent considérablement la surface de la glace au contact de l'atmosphère. En été, la fonte de la glace est accélérée car une plus grande surface de glace est exposée à la chaleur de l'air. La glace traversant cette zone perd donc du volume en raison de la fonte accélérée. Les poussières et sédiments contenus dans la glace se concentrent. En hiver, la glace ne fond pas et les espaces dans la glace fracturée au passage du changement de pente se remplissent de neige fraîche qui dilue les poussières. À l'aval de la chute de séracs, le glacier se reconstitue par collage des différents blocs, la glace d'hiver aux poussières diluées aura une teinte relativement claire et la glace d'été aux poussières concentrées, une teinte relativement sombre. Parfois, lorsqu'il y a peu d’impuretés, les bandes ne sont constituées que d'ondulations, de reliefs.
Un phénomène semblable s'observe sur les calottes glaciaires du Groenland et de l'Antarctique en aval des lacs supraglaciaires. Une image du lac est imprimée sur la surface de la glace à la fois par la fonte pendant la saison estivale et par la formation de glace superposée (glace de lac) en hiver. Cette alternance entraîne la formation des bandes.